# Lucio Valerio Massimo
Lucio Valerio Claudio Acilio Priscilliano Massimo (in latino Lucius Valerius Claudius Acilius Priscilianus Maximus; fl. 233-256) è stato un senatore e politico dell'Impero romano.
Valerio apparteneva all'aristocrazia italica ed era imparentato con gli Acilii Glabriones. Suo padre era Valerio Messalla, un proconsole, probabilmente sotto l'imperatore Massimino Trace. Si ritiene che Valerio fosse un rappresentante dell'opposizione romana all'imperatore barbaro Massimino Trace; per tale ragione venne scelto nella commissione senatoriale dei vigintiviri.
Valerio fu prima triumvir monetarum, quaestor urbanus, questore in una provincia non nota e infine praetor tutelaris, vale a dire responsabile per questioni concernenti le tutele. Fu anche Curator Laurentium Labinatium.
Nel 233 ricevette il consolato; come comes dell'imperatore Pupieno lo seguì durante i suoi viaggi. Nel 255 divenne praefectus urbi e nel 256 console per la seconda volta.
Valerio Massimo si riteneva un discendente dei Valerii Maximi della Repubblica romana: diede infatti al figlio il nome di Lucio Valerio Poplicola Balbino Massimo, in riferimento al leggendario console degli inizi della Repubblica Publio Valerio Publicola.